# 王暄
王暄（1438年—1488年），号继芳，浙江嵊县华堂村人。明朝政治人物、进士出身。王羲之后人。

## 生平
成化四年（1468年）戊子科浙江鄉試舉人，八年登壬辰科進士，授承直郎、南京礼部仪制司主事，转奉政大夫、本司郎中、升中顺大夫、江西南康府知府，死于任内，归葬罗家溪上回龙山之源。

## 家族
曾祖父王廷玉。祖父王斯浩。父亲王鈍，曾任訓導。